# Премії Московської Гельсінської групи
Премії Московської Гельсінської групи в галузі захисту прав людини — це щорічні премії, які вручаються з 2009 року. Організатор — найстаріша в Росії правозахисна організація Московська Гельсінська група.

## Номінації
Премії присуджуються в номінаціях :
- За мужність, виявлену у захисті прав людини
- За історичний внесок у захист прав людини та у правозахисний рух
- За захист прав людини засобами культури та мистецтва
- За журналістську діяльність із просування цінностей прав людини
- За внесок у правозахисну освіту
- За розвиток традицій захисту прав людини серед молоді
- За відстоювання прав людини у суді
- За успіхи у розвитку та управлінні правозахисними організаціями
- За діяльність у захисті соціальних прав та інтересів місцевих спільнот
- За експертну та наукову діяльність у галузі прав людини
- За досягнення захисту прав ув'язнених та інших уразливих груп [комм. 1]

## Лауреати

### За мужність, виявлену у захисті прав людини
Лауреати премії:
- 2010 — Вадим Карастелев
- 2011 — Евгений Бобров
- 2012 — Сергей Мохнаткин
- 2013 — Валерия Приходкина
- 2014 — Лев Шлосберг
- 2015 — Гавхар Джураева
- 2016 — Станислав Дмитриевский
- 2017 — Элла Кесаева
- 2018 — Оюб Титиев
- 2019 — Ирина Бирюкова
- 2020 — Константин Котов
- 2021 — Ахмед Барахоев

### За історичний внесок у захист прав людини та у правозахисний рух
Лауреати премії:
- 2010 — Юрий Шмидт
- 2011 — Борис Пустынцев
- 2012 — Олег Орлов
- 2013 — Юрий Савенко
- 2014 — Светлана Ганнушкина
- 2015 — Арсений Рогинский
- 2016 — Юрий Рыжов
- 2017 — Юрий Вдовин
- 2018 — Юрий Дмитриев
- 2019 — Александр Черкасов
- 2020 — Юлий Рыбаков
- 2021 — Михаил Федотов

### За захист прав людини засобами культури та мистецтва
- 2010 — Виктор Шендерович
- 2011 — Михаил Угаров
- 2012 — Владимир Синельников
- 2013 — Лия Ахеджакова
- 2014 — Андрей Макаревич
- 2015 — Артем Лоскутов
- 2016 — Юлий Ким
- 2017 — Гарри Бардин
- 2018 — Тимур Шаов
- 2019 — Кирилл Сахарнов
- 2020 — Oxxxymiron
- 2021 — Людмила Улицкая

### За журналістську діяльність із просування цінностей прав людини
Лауреати премії:
- 2010 — Зоя Светова
- 2011 — Леонид Никитинский
- 2012 — Кристина Горелик
- 2013 — Любовь Башинова
- 2014 — Айдер Муждабаев[комм. 2]
- 2015 — Лидия Графова
- 2016 — Елена Масюк
- 2017 — Григорий Шведов
- 2018 — Вера Васильева
- 2019 — Исрапил Шовхалов
- 2020 — Ева Меркачёва
- 2021 — Ирина Гребнева

### За внесок у правозахисну освіту
Лауреати премії:
- 2010 — Любовь Волкова
- 2011 — Игорь Сажин
- 2012 — Ольга Зименкова
- 2013 — Оксана Преображенская
- 2014 — Виктор Шмыров
- 2015 — Сергей Лукашевский
- 2016 — София Иванова
- 2017 — Сергей Голубок
- 2018 — Виктория Громова
- 2019 — Илья Сиволдаев
- 2020 — Вера Гончарова
- 2021 — Анита Соболева

### За розвиток традицій захисту прав людини серед молоді
Лауреати премії:
- 2010 — Елла Полякова
- 2011 — Анастасия Никитина
- 2012 — Юрий Блохин
- 2013 — Дмитрий Макаров
- 2014 — Нателла Болтянская
- 2015 — Ирина Щербакова[en]
- 2016 — Наталья Синдеева
- 2017 — Сергей Шаров-Делоне
- 2018 — Виктория Громова
- 2019 — Мария Гордеева
- 2020 — Аркадий Гутников
- 2021 — Анита Соболева

### За відстоювання прав людини у суді
- 2010 — Анатолий Кононов
- 2011 — Анна Ставицкая
- 2012 — Эрнест Мезак
- 2013 — Мария Бонцлер
- 2014 — Рамиля Ахметгалиева
- 2015 — Иван Павлов
- 2016 — Марина Дубровина
- 2017 — Сергей Голубок
- 2018 — Арсений Левинсон
- 2019 — Илья Сиволдаев
- 2020 — Вера Гончарова
- 2021 — Мария Эйсмонт

### За успіхи у розвитку та управлінні правозахисними організаціями
Лауреати премії:
- 2010 — Магомед Муцольгов
- 2011 — Валентина Череватенко[en]
- 2012 — Любовь Гарливанова
- 2013 — Андрей Блинушов
- 2014 — Лидия Рыбина
- 2015 — Ирина Протасова
- 2016 — Галина Арапова
- 2017 — Ольга Романова
- 2018 — Наталья Таубина
- 2019 — Алла Фролова
- 2020 — Григорий Мельконьянц
- 2021 — Ольга Сидорович

### За діяльність у захисті соціальних прав та інтересів місцевих спільнот
Лауреати премії:
- 2010 — Евгения Чирикова
- 2011 — Александр Гончаренко
- 2012 — Эмма Фельдштейн
- 2013 — Лариса Фефилова
- 2014 — Леонид Петрашис
- 2015 — Татьяна Котляр
- 2016 — Мадина Магомедова
- 2017 — Дмитрий Краюхин
- 2018 — Любовь Мосеева-Элье
- 2019 — Борис Вишневский
- 2020 — Вероника Марченко
- 2021 — Альберт Сперанский

### За експертну та наукову діяльність у галузі прав людини
Лауреати премії:
- 2010 — Сергей Бурьянов
- 2011 — Георгий Сатаров
- 2012 — Бэла Коваль
- 2013 — Александр Верховский
- 2014 — Сергей Шимоволос
- 2015 — Тамара Морщакова[комм. 3]
- 2016 — Елена Лукьянова
- 2017 — Евгений Ихлов
- 2018 — Валентин Гефтер
- 2019 — Лев Левинсон
- 2020 — Илья Шаблинский
- 2021 — Юрий Джибладзе

### За заслуги у захисті прав ув'язнених та інших уразливих груп
Лауреати премії:
- 2018 — Людмила Альперн
- 2019 — Валентина Шайсипова
- 2020 — Николай Щур
- 2021 — Валентина Фридман